# ادوارد دوم (فیلم)
ادوارد دوم (انگلیسی: Edward II) فیلمی به کارگردانی درک جارمن است که در سال ۱۹۹۱ منتشر شد.

## بازیگران
- استیون ودینگتون
- تیلدا سوئینتن
- اندرو تیرنان
- جروم فلین
- نایجل تری
- آنی لنکس